# ناگاتو، یاماگوچی
ناگاتو در استان یاماگوچی در کشور ژاپن واقع شده‌است  که دارای جمعیت ۳۹٬۸۲۵ نفر و مساحت ۳۵۷٫۹۲ کیلومتر مربع با تراکم جمعیت ۱۱۱  نفر در کیلومترمربع است و در تاریخ ۲۲ مارس ۲۰۰۵ به عنوان شهر شناخته شد.